# Wspólnota administracyjna Stockach
Wspólnota administracyjna Stockach – wspólnota administracyjna (niem. Vereinbarte Verwaltungsgemeinschaft) w Niemczech, w kraju związkowym Badenia-Wirtembergia, w rejencji Fryburg, w regionie Hochrhein-Bodensee, w powiecie Konstancja. Siedziba wspólnoty znajduje się w Stockach.
Wspólnota administracyjna zrzesza jedno miasto i pięć gmin:
- Bodman-Ludwigshafen, 4391 mieszkańców, 28,04 km²
- Eigeltingen, 3572 mieszkańców, 59,30 km²
- Hohenfels, 2008 mieszkańców, 30,50 km²
- Mühlingen, 2312 mieszkańców, 32,67 km²
- Orsingen-Nenzingen, 3189 mieszkańców, 22,23 km²
- Stockach, miasto, 16 679 mieszkańców, 69,75 km².